# ITS Cup 2011
ITS Cup 2011 byl tenisový turnaj pořádaný jako součást ženského okruhu ITF, který se odehrával na otevřených antukových dvorcích v areálu OMEGA centrum sportu a zdraví. Událost s rozpočtem 50 000 dolarů probíhala mezi 25. až 31. červencem 2011 v Olomouci jako třetí ročník turnaje.

## Ženská dvouhra

### Nasazení
| Stát                             | Hráčka               | WTA  | Nasazení |
| -------------------------------- | -------------------- | ---- | -------- |
| Česko                            | Sandra Záhlavová     | 114. | 1.       |
| Rakousko                         | Yvonne Meusburgerová | 119. | 2.       |
| Česko                            | Eva Birnerová        | 125. | 3.       |
| Česko                            | Renata Voráčová      | 130. | 4.       |
| Švýcarsko                        | Stefanie Vögeleová   | 139. | 5.       |
| Rumunsko                         | Elena Bogdanová      | 151. | 6.       |
| Rumunsko                         | Alexandra Cadanţuová | 152. | 7.       |
| Rusko                            | Julia Beygelzimerová | 154. | 8.       |
| Žebříček WTA k 18. červenci 2011 |                      |      |          |

### Jiné formy účasti
Následující hráčky obdržely divokou kartu do hlavní soutěže:
- Jara Ghadriová
- Christina Kazimovová
- Nastja Kolarová
- Martina Kubičíková

Následující hráčky postoupily z kvalifikace:
- Dijana Banovećová
- Audrey Bergotová
- Nastassja Burnettová
- Nina Zanderová

## Přehled finále

### Ženská dvouhra
Nastassja Burnettová vs.  Eva Birnerová, 6–1, 6–3

### Ženská čtyřhra
Michaëlla Krajiceková /  Renata Voráčová vs.  Julia Beygelzimerová /  Elena Bogdanová, 7–5, 6–4